# Acanthophrysella pectinata
Acanthophrysella pectinata is een hooiwagen uit de familie Assamiidae. De wetenschappelijke naam van Acanthophrysella pectinata gaat  terug op Loman.